# El Criac
El Criac és una masia del terme municipal de Castellterçol, al Moianès.
Està situada en el sector occidental del terme, a prop del termenal amb Granera, a prop de la fita quilomètrica número 4 de la carretera local BV-1245, de Castellterçol a Granera. Aquesta carretera fa tot el tomb a la masia, pel costat de migdia. Una mica enlairada damunt de la carretera, aquesta masia és molt característica del paisatge en el qual es troba.